# جامعة غلوستيرشير
جامعة غلوستيرشير (بالإنجليزية: University of Gloucestershire)‏ هي جامعة تقع في وَسط غرب إنجلترا، في المملكة المتحدة في مقاطعة غلوسترشير. تُعَدُّ من الجامعات المشهورة في بريطانيا خصوصًا في علوم الاقتصاد والتّجارة وعلوم التّربية البدنيّة.
كانت لها روابط رسميّة مع كنيسة إنجلترا لأكثر من قرن. تسعى حاليًّا بخطى حثيثة نحو تطوير البحث العلمي عن طريق تبنّي برنامج الدّراسات العليا في مجالات متعدّدة. ولوحظ توجّه الطّلّاب الأجانب بكثرة للدّراسة في هذه الجامعة في الآونة الأخيرة. وارتفع تصنيفها من 74 إلى 58 في سنة 2008.
- التّاريخ القديم للجامعة:

بدأ تاريخ جامعة غلوستيرشير منذ تأسيس معهد الميكانيكا في عام 1834، والّذي جعلها من أقدم الجامعات في بريطانيا، حيث يمتدّ تاريخ الجامعة إلى ما يقارب قرنين من الزمن.
- التّاريخ الحديث:

تشمل الجامعة تخصّصات وأقسام متعدّدة، أهمها: إدارة الأعمال والتّجارة والحوسبة وهندسة الكمبيوتر والإعلام والفنون والاتّصالات والجغرافيا وعلوم الأحياء والعلوم الاجتماعية والتّعليم والرّياضة البدنيّة والصّحّة.
انتهجت الجامعة منذ عام 1993 استراتيجية الاستدامة البيئية، وبهذا كانت أوّل جامعة في المملكة المتّحدة تنتهج هذا النهج.
- مواقع الجامعة:

تضم الجامعة حاليًا أكثر من 15000 طالب، وتقع المباني الجامعية في أربعة مواقع هي: بيتفيل وفرانسيس كلوز هول في شلتنهام، أوكستالز في غلوستير، ولندن، كل حرم جامعي منها مجهز تجهيزاً كاملاً، مقسمة كالآتي:
- 1- الحرم الجامعي بيتفيل:

يحتوي على كلية الإعلام والفنون والاتصالات، حيث تأسست هذه المدرسة في شلتينهام منذ أكثر من 150 عام. هناك حاليا دراسات جدوى لبناء مدينة جديدة للإعلام تتبع هذه المدرسة.
- 2- حرم فرانسيس كلوز هول:

هذا الموقع يضم مباني تاريخية في مدينة شلتينهام، وأيضا يضم العديد من القاعات والمكتبات الخاصة بالعلوم الإنسانية والتعليم، وقاعات دراسية متعددة.
- 3- البارك:

هذا الحرم الكبير هو موطن كلية التجارة في جامعة غلوستيرشير والذي يضم أقسام: الإدارة، إدارة الأعمال، القانون، التسويق، الاقتصاد، الحوسبة، السياحة. كما أنه يحتوى على قاعات مجهزة خصيصاً للمؤتمرات والندوات المحلية والدولية، وقد شهد هذا الحرم العديد من المؤتمرات في شتى مجالات العلوم الاقتصادية.
• 4- حرم أوكستالز:
يقع هذا الحرم في مدينة غلوستير، ويحتوي كلية الرياضة والعلوم الرياضية والبدنية، والصحة والرعاية الاجتماعية، هذا الحرم مجهز تجهيزا كاملاً بالملاعب والصالات الرياضية، والمختبر الطبي الرياضي.
- حرم لندن:

تأسس هذا الحرم قبل أكثر من 30عام في شمال شرق لندن بهدف تدريب المعلمين وتحسين قدراتهم على العطاء، وتخرج هذه الكلية حملة الشهادات العليا في السلك التعليمي الابتدائي
- التطور التاريخي للجامعة:

1834 معهد الميكانيكا شلتينهام.
1840 معهد الميكانيكا غلوستير
1847 معهد التعليم والتدريب شلتينهام
1852 مدرسة الفنون شلتينهام
1920 كلية التربية شلتينهام
1920 كلية التربية غلوستير
1967 كلية الأداب والتكنولوجيا غلوسترشير
1990 كلية التجارة